# Rostbürzelstar
Der Rostbürzelstar (Aplonis santovestris) ist ein seltener und kaum erforschter Vogel aus der Familie der Stare. Er ist endemisch auf der Südpazifikinsel Espiritu Santo (Vanuatu).

## Beschreibung
Die kleine, verhältnismäßig plump wirkende Stärlingsart erreicht eine Größe von 17 Zentimetern. Das Gefieder ist überwiegend rostbraun. Die Oberseite ist etwas dunkler und der Oberkopf schwärzlich. Die Iris ist weiß.

## Verbreitung und Lebensraum

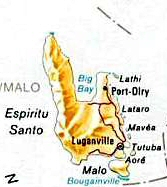
Pazifikinsel Espiritu Santo - Die Heimat des Rostbürzelstars

Sichtungen gab es bisher nur auf den drei höchsten Bergen Espiritu Santos, dem Mt. Watiamasan, dem Mt. Tabwemasana und dem Peak Santo ab einer Höhe von 1160 Meter.

## Lebensweise
Der Rostbürzelstar sucht seine Nahrung im Unterholz von Nebelwäldern. Dabei ist er selten in Höhen von über 6 Metern zu finden. Er tritt einzeln oder in Paaren auf und seine Bruthöhlen befinden sich in den unteren Bereichen von Bäumen.

## Gefährdungsgeschichte
Der Rostbürzelstar wurde erst 1934 entdeckt, anschließend galt er als verschollen, bis er 1961 wiederentdeckt wurde. Die Bergbewohner berichteten, dass er an den westlichen Gebirgsketten des  Mt. Watiamasan, des Mt. Tabwemasana und des Peak Santo verbreitet ist, doch Suchexpeditionen in dieser Gegend blieben erfolglos. So galt er erneut als verschollen, bis es 1991 einem wissenschaftlichen Team gelang, ein Paar in 1200 Meter Höhe auf dem Peak Santo zu beobachten und zu fotografieren. Es wird häufig berichtet, dass er von den Bergbewohnern in der Ortschaft Matantas, Big Bay, im Norden der Insel gegessen wird. Eine weitere Gefährdung geht von Ratten sowie von streunenden Hunden und Katzen aus. Die Organisation BirdLife International schätzt den Bestand auf 250 bis 1000 Exemplare.